# Siriella castellabatensis
Siriella castellabatensis is een aasgarnalensoort uit de familie van de Mysidae. De wetenschappelijke naam van de soort is voor het eerst geldig gepubliceerd in 1975 door Ariani & Spagnuolo.